# Michendorf
Michendorf é um município da Alemanha, situado no distrito de Potsdam-Mittelmark, no estado de Brandemburgo. Tem 68,51 km² de área, e sua população em 2019 foi estimada em 13.134 habitantes.